# Saint-Laurent-Blangy
Saint-Laurent-Blangy település Franciaországban, Pas-de-Calais megyében. Lakosainak száma 6492 fő (2022. január 1.). Saint-Laurent-Blangy Bailleul-Sir-Berthoult, Arras, Athies, Feuchy, Roclincourt, Saint-Nicolas és Tilloy-lès-Mofflaines községekkel határos.

## Népesség
A település népessége az elmúlt években az alábbi módon változott:
| Lakosok száma | 6637 | 6644 | 6733 | 6606 | 6575 | 6542 | 6522 | 6507 | 6492 |
|               | 2013 | 2015 | 2016 | 2017 | 2018 | 2019 | 2020 | 2021 | 2022 |